# Epidemija
Epidemija (grčki: επι (epi)-"nad, iznad" i δεμος (demos)-"narod, ljudi") je iznenadno povećanje slučajeva neke zarazne bolesti u ljudskoj populaciji u određenom prostoru, koje bitno prerasta očekivan broj slučajeva (incidenciju) u istoj populaciji.
Epidemija je obično prostorno ograničena, ali ako se proširi na čitave zemlje ili kontinente i masovno zahvati veliki broj ljudi nazivamo je pandemijom. Kako bi se pojava određene bolesti okarakterizirala kao epidemija, nužno je uzeti u obzir normalnu stopu učestalosti te iste bolesti u populaciji. Manje povećanje broja slučajeva vrlo rijetke zarazne bolesti može se već definirati epidemijom, dok veliko povećanje broja slučajeva vrlo česte bolesti (na primjer prehlade) ne smatramo epidemijom.
U zadnje se vrijeme i naglo povećanje nezaraznih bolesti ili negativnih pojavnosti u populaciji počelo definirati epidemijom (na primjer: epidemija pretilosti u SAD, epidemija alkoholizma u Rusiji itd.).  
Grana medicine koja se bavi izučavanjem epidemija, naziva se epidemiologija.
Epidemijom zarazne bolesti se u Hrvatskoj smatra porast oboljenja od zarazne bolesti neuobičajen po broju slučajeva, vremenu, mjestu i zahvaćenom pučanstvu, te neuobičajeno povećanje broja oboljenja s komplikacijama ili smrtnim ishodom, kao i pojava dvaju ili više međusobno povezanih oboljenja od zarazne bolesti, koja se nikada ili više godina nisu pojavljivala na jednom području te pojava većeg broja oboljenja čiji je uzročnik nepoznat, a prati ih febrilno stanje. Zaraženim područjem smatra se područje na kojem postoji jedan izvor ili više izvora zaraze i na kojem postoje uvjeti za širenje zaraze. Ugroženim podružjem smatra se područje na koje se može prenijeti zarazna bolest sa zaraženog područja i na kojem postoje uvjeti za širenje zaraze. Pojavu epidemije zarazne bolesti u Republici Hrvatskoj proglašava te određuje zaraženo odnosno ugroženo područje, ministar zdravstva prema dokumentiranom zahtjevu organizacije zdravstva i stručnom mišljenju Zavoda za zaštitu zdravlja Republike Hrvatske. Zarazne bolesti čije je sprječavanje i suzbijanje od interesa za državu određuje svaka država posebno. U Hrvatskoj je taj popis zaraznih bolesti određen 1992. godine. Pojedine se bolesti mora sprječavati i suzbijati bez obzira na odluku lokalnog zakonodavstva, nego i po međunarodnim obvezama tj. poduzimaju se mjere predviđene međunarodnim sanitarnim konvencijama i drugim međunarodnim ugovorima.